# Five Live (ep)
Five Live is een ep van George Michael, Queen & Lisa Stansfield met zes nummers (in sommige landen vijf), uitgebracht in 1993. Wereldwijd zijn er zo'n vijf miljoen exemplaren van de ep verkocht. Afhankelijk van de hitlijst-regels van een specifiek land, werd de ep in dat land beschouwd als single of als album. Zo werd in het Verenigd Koninkrijk de ep een nummer 1-single; en in Nederland kwam het tot de tweede plaats van de albumlijst.

## Tracklist
1. Queen + George Michael: Somebody to Love (5:17)
2. George Michael: Killer (5:58)
3. George Michael: Papa Was a Rollin' Stone (5:24)
4. Queen + George Michael & Lisa Stansfield: These Are the Days of Our Lives (4:43)
5. George Michael: Calling You (6:17)
6. Queen: Dear Friends (1:07) (niet op alle versies uitgebracht)

## Tracks met Queen
Na het overlijden van Freddie Mercury vond op 20 april 1992 het Freddie Mercury Tribute Concert plaats. Op dit concert brachten verschillende artiesten een nummer van Queen ten gehore, daarbij begeleid door de drie overgebleven bandleden. De uitvoering van Somebody To Love door George Michael werd door critici gezien als een van de beste optredens van de avond. George Michael vertolkte die dag ook de nummers These Are The Days Of Our Lives, samen met Lisa Stansfield, en '39. De twee eerstgenoemde nummers zijn op de ep verschenen. Daarnaast is Somebody To Love als single uitgebracht. Het werd een nummer vijf hit in Nederland en is ook terug te vinden op de verzamelalbums Greatest Hits III (van Queen) en Ladies & Gentlemen - The best of (van George Michael). Het nummer Dear Friends is afkomstig van het Queen-album Sheer Heart Attack uit 1974.

## George Michael solo-tracks
Op de ep staan drie covers van George Michael. Killer, geschreven door Adamski was een hit voor Seal in 1990. Papa was a Rolling Stone was een hit voor de Temptations in 1972, en Calling You was een single van Jevetta Steele uit 1987. In de Verenigde Staten is Killer/Papa was a rolling stone als single uitgegeven.